# Stazione di Schützengarten
La stazione di Schützengarten (in tedesco Bahnhof Schützengarten) è una fermata ferroviaria nel comune svizzero di Speicher sulla linea San Gallo-Trogen, facente parte della ferrovia Appenzello-San Gallo-Trogen.

## Storia
La fermata fu attivata il 10 luglio 1903, in occasione dell'apertura della ferrovia San Gallo-Trogen. Tra questa fermata e quella di Vögelinsegg è situato il culmine della strada ferrata, alla progressiva chilometrica di km 6+75 dalla stazione di San Gallo ed a 956 metri sul livello del mare.

## Strutture e impianti
La fermata dispone di un binario dotato di marciapiede per il servizio passeggeri. È dotata di una piccola pensilina.

## Movimento
La fermata è servita da treni a cadenza semioraria sulla relazione Appenzello - Trogen (linea S21 della rete celere di San Gallo),  da alcuni treni alle ore di punta per San Gallo, Teufen o Trogen (linea S22 della rete celere di San Gallo) e da 2 ulteriori coppie di treni giornaliere sulla relazione Appenzello - Trogen (linea S20 della rete celere di San Gallo). Per tutte le linee, è una fermata a richiesta.

## Servizi
Nella stazione sono presenti:
- Biglietteria automatica[2]

## Interscambi
- Fermata autobus (linea notturna B21)[3]